# DIMT1
DIMT1 (англ. DIM1 dimethyladenosine transferase 1 homolog) – білок, який кодується однойменним геном, розташованим у людей на 5-й хромосомі. Довжина поліпептидного ланцюга білка становить 313 амінокислот, а молекулярна маса — 35 236.
| 10         |  | 20         |  | 30         |  | 40         |  | 50         |
| ---------- |  | ---------- |  | ---------- |  | ---------- |  | ---------- |
| MPKVKSGAIG |  | RRRGRQEQRR |  | ELKSAGGLMF |  | NTGIGQHILK |  | NPLIINSIID |
| KAALRPTDVV |  | LEVGPGTGNM |  | TVKLLEKAKK |  | VVACELDPRL |  | VAELHKRVQG |
| TPVASKLQVL |  | VGDVLKTDLP |  | FFDTCVANLP |  | YQISSPFVFK |  | LLLHRPFFRC |
| AILMFQREFA |  | LRLVAKPGDK |  | LYCRLSINTQ |  | LLARVDHLMK |  | VGKNNFRPPP |
| KVESSVVRIE |  | PKNPPPPINF |  | QEWDGLVRIT |  | FVRKNKTLSA |  | AFKSSAVQQL |
| LEKNYRIHCS |  | VHNIIIPEDF |  | SIADKIQQIL |  | TSTGFSDKRA |  | RSMDIDDFIR |
| LLHGFNAEGI |  | HFS        |  |            |  |            |  |            |

A: Аланін

C: Цистеїн

D: Аспарагінова кислота

E: Глутамінова кислота

F: Фенілаланін

G: Гліцин

H: Гістидин

I: Ізолейцин

K: Лізин

L: Лейцин

M: Метіонін

N: Аспарагін

P: Пролін

Q: Глутамін

R: Аргінін

S: Серин

T: Треонін

V: Валін

W: Триптофан

Кодований геном білок за функціями належить до трансфераз, метилтрансфераз. 
Задіяний у такому біологічному процесі, як процесинг рРНК. 
Білок має сайт для зв'язування з РНК, S-аденозил-L-метіоніном. 
Локалізований у ядрі.